# مستسكي هيروكا
مستسكي هيروكا (باليابانية: 廣岡 睦樹) (مواليد 16 أغسطس 2001) هو لاعب كرة قدم ياباني. يلعب في المنتخب الياباني

## وصلات خارجية
- مستسكي هيروكا على موقع رابطة كرة القدم اليابانية للمحترفين (اليابانية)
- مستسكي هيروكا على موقع Soccerway.com (الإنجليزية)
- مستسكي هيروكا على موقع عالم كرة القدم.نت (الإنجليزية)